# Doux (Schüss)
Die Doux – oder in der neueren Schreibweise Dou, frz. La Doux bzw. La Dou, und auch Le Torrent oder Gros Torrent – ist ein kurzer, wasserreicher Bach in der Nähe der Ortschaft Cormoret im Berner Jura. Sie entspringt einer Karstquelle, die zusammen mit der in den Berghang eingeschnittenen Schlucht als Sehenswürdigkeit gilt. Der Bach liefert die Wasserkraft für einen Gewerbebetrieb und ein Kleinkraftwerk. Östlich der Grande Doux («Grosse Doux») entspringt als deren Zufluss ebenfalls aus einer Karstquelle die Petite Doux («Kleine Doux»).
Der französische Bachname Torrent bedeutet auf Deutsch «Wildbach»; von dieser Bezeichnung für den Quellbach bei Cormoret erhielt die Gewerbesiedlung westlich des Dorfes den Ortsnamen Le Torrent.

## Geografie
Der Lauf der Doux beginnt in einer von grobem Blockschutt zugedeckten Karstquelle im kleinen Tal La Combe des Baumes (deutsch: «Tal der Höhlen») einen Kilometer westlich der Ortschaft Cormoret im St.-Immer-Tal. Mit einer Länge von nur etwa einem halben Kilometer ist der Bergbach ein sehr kurzes Fliessgewässer. So wie auch der nahe gelegene Bach Raissette in Cormoret führt die Doux von der ergiebigen Quelle an viel Wasser. Ihr Lauf führt unter drei Brücken hindurch: Die Bahnstrecke Biel/Bienne–La Chaux-de-Fonds, die Hauptstrasse 30 und die historische Bogenbrücke der alten Landstrasse stehen unmittelbar nebeneinander bei der Gewerbesiedlung Le Torrent und nahe bei der Mündung der Doux von links in die Schüss.
So wie bei der Raissette kommt das Wasser der Doux aus einem unterirdischen, vielleicht sogar demselben Karstgrundwasserleiter unter der Bergkette Montagne du Droit und dem Hochplateau des Nordwestschweizer Juras. Im verkarsteten Kalkmassiv versickert das Niederschlagswasser und gelangt durch viele Dolinen und andere Klüfte wie das Schluckloch im Gebiet der Tourbière de la Chaux d’Abel in den durchlässigen Felsboden. Die wichtigsten Karstquellen im St.-Immer-Tal sind jene der Raissette, der Grande Doux und der Petite Doux.

Im Tal der Doux (1934)
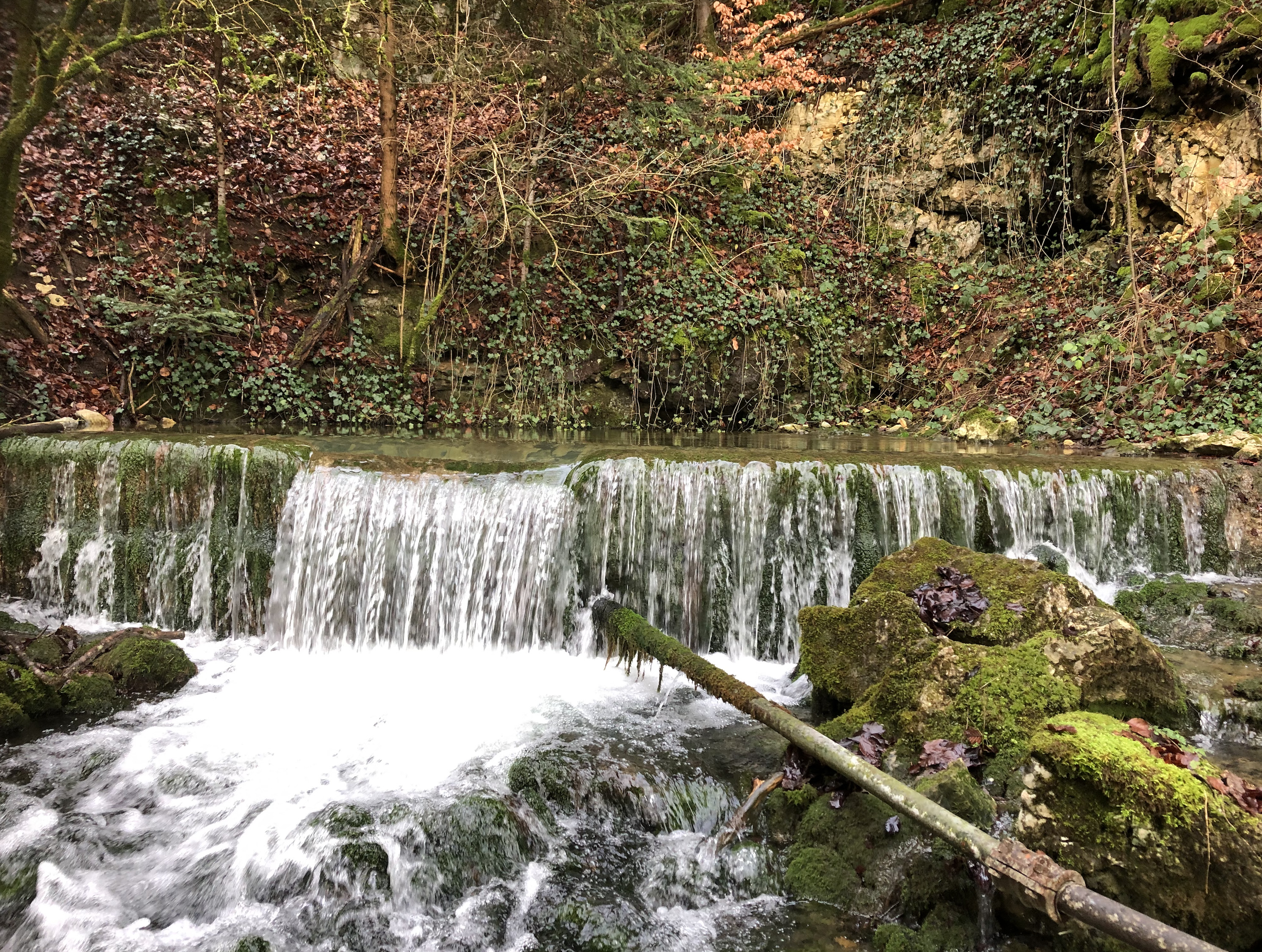
Karstquelle der Petite Doux mit Wasserfassung
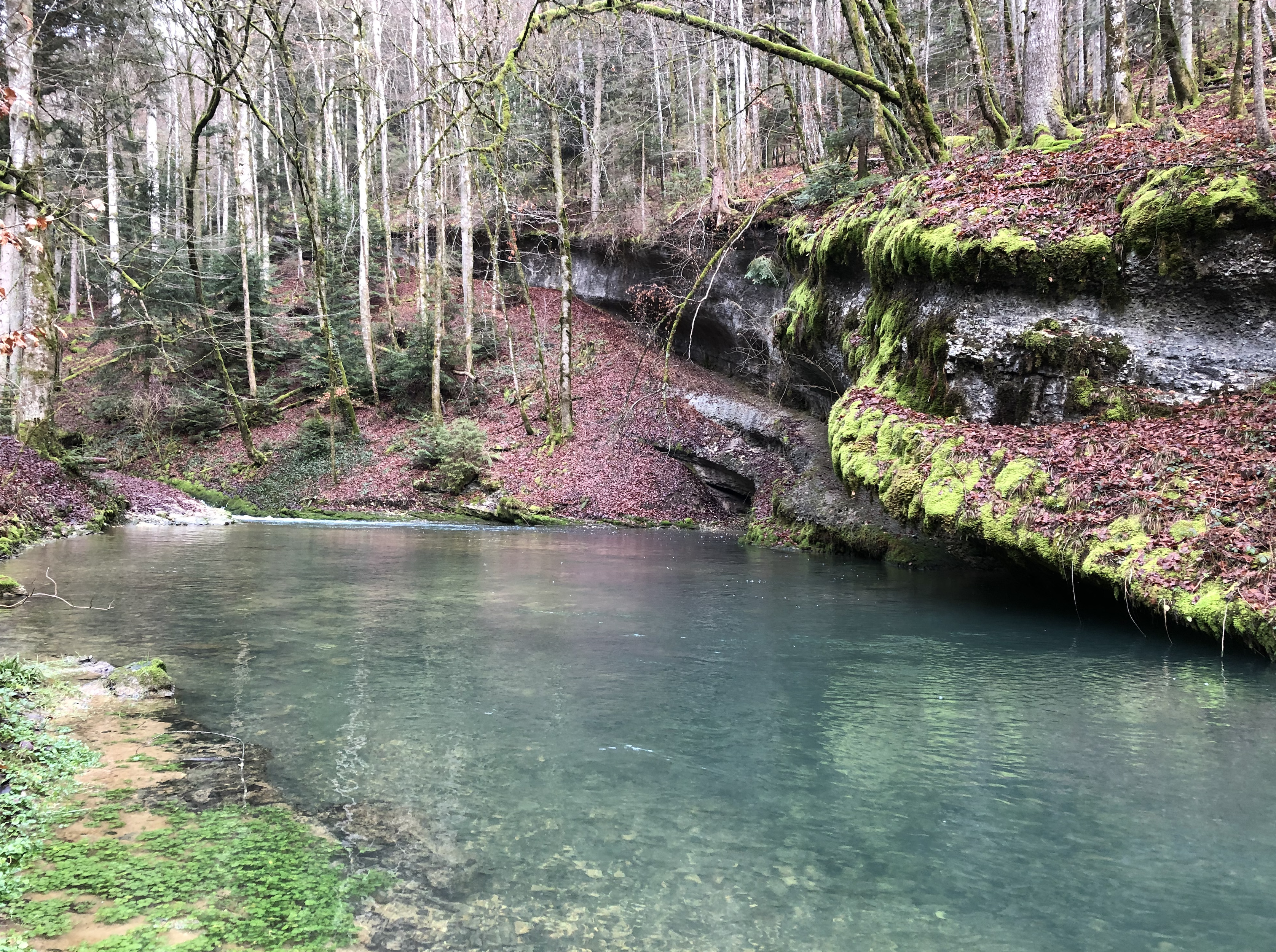
In der Combe des Baumes
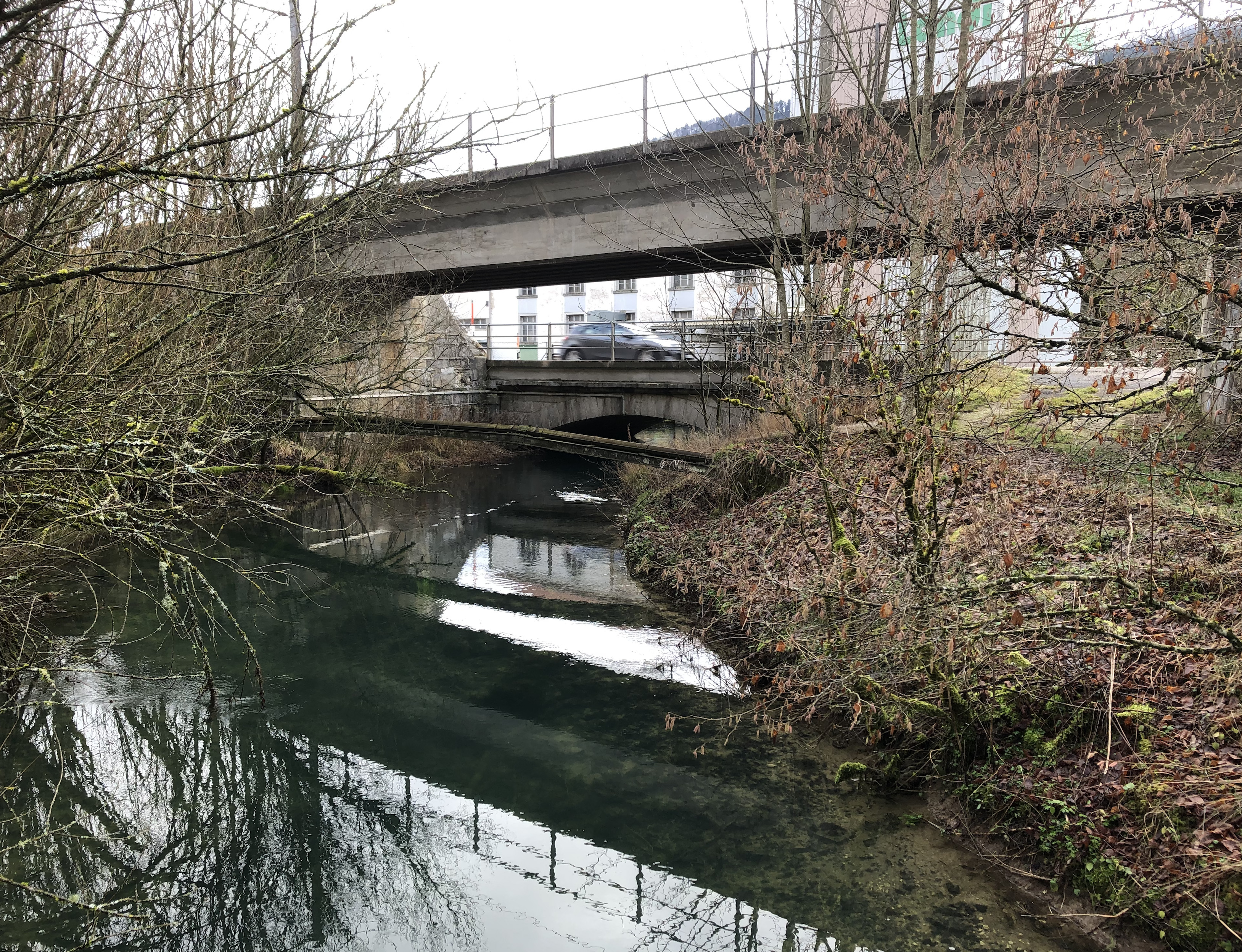
Brücken über die Doux
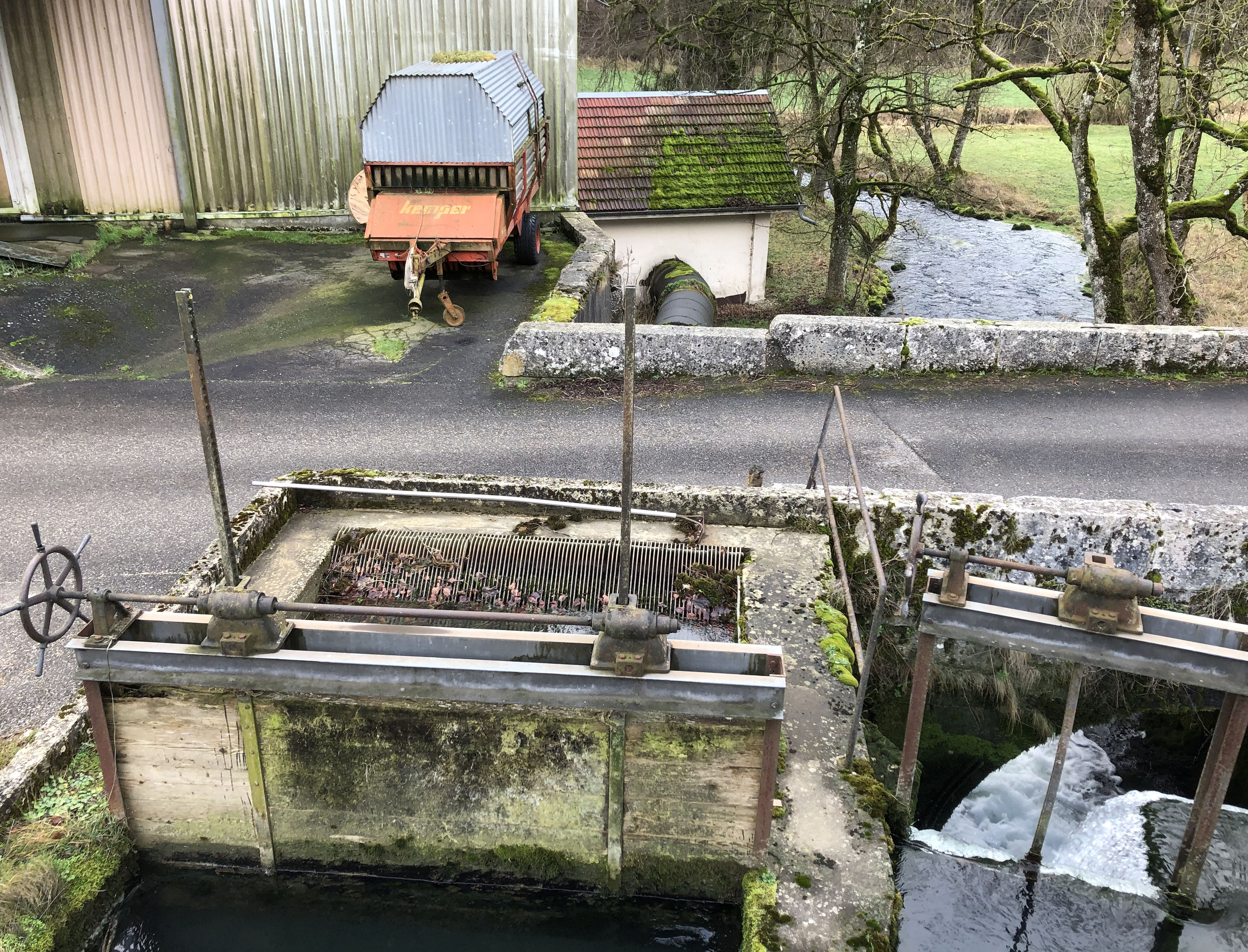
Alte Bogenbrücke und Wasserkraftwerk

## Nutzung
Das Wasser der Doux, die eine durchschnittliche Wassermenge von ungefähr 250 Liter pro Sekunde führt, wird seit dem Mittelalter von einer Mühle an der Landstrasse und seit dem 17. Jahrhundert auch von einer Schmiede genutzt (Moulin et Martinets du Gros Torrent). So entstand ein frühindustrielles Gewerbequartier, das seine Produkte bis in das Burgund und das Elsass exportieren konnte. Um 1870 wurde die Schmiede beim Bau der Bahnstrecke abgebrochen. 1889 kaufte die Teigwarenfabrik Usine de Produits alimentaires du Torrent, Cormoret den Mühlenbetrieb. Dank dem grossen Gefälle und der starken Quellschüttung konnte das Unternehmen unter dem aufgestauten Mühleweiher mehrere Wasserräder antreiben. 1899 erhielt der Betrieb den Bahnanschluss. Seit den 1920er Jahren produzierten Turbinen den Strom für die Beleuchtung der Fabrik, die nach einem Brand im Jahr 1932 neu aufgebaut wurde. In den 1960er Jahren stellte die Fabrik das Wasserwerk an der Doux ganz auf den elektrischen Kraftwerksbetrieb um; eine neue Kaplanturbine lieferte den Strom für den Antrieb der Maschinen und ersetzte die ältere mechanische Kraftübertragung. Das Unterwasser des kleinen Fabrikkraftwerks fliesst in einem separaten Kanal zur Schüss.
Später erwarb die Genossenschaft Landi die Gebäude und nutzt sie seither als Lebensmittellager. Die Landi verkaufte das Kleinkraftwerk 1988 an das Elektrizitätswerk Société des Forces électriques de la Goule (SEG) in Saint-Imier, die es unabhängig vom Fabrikbetrieb als Energiequelle betreibt.
Seit 1964 leitet das Wasserwerk von Saint-Imier Wasser aus der Doux in das Trinkwassernetz der Gemeinde, die talaufwärts liegt.
Als die Sophie und Karl Binding Stiftung 2003 der Bürgergemeinde Cormoret den Binding-Waldpreis zum Thema «Waldpflege als Beitrag zur nachhaltigen Landschaftsgestaltung» verlieh, wurde ein Landschaftspfad angelegt, der auf einem Abschnitt durch die Doux-Schlucht mit der Karstquelle führt und auch über die Wasserwirtschaft in der Gemeinde Cormoret informiert.